# Radovan Richta

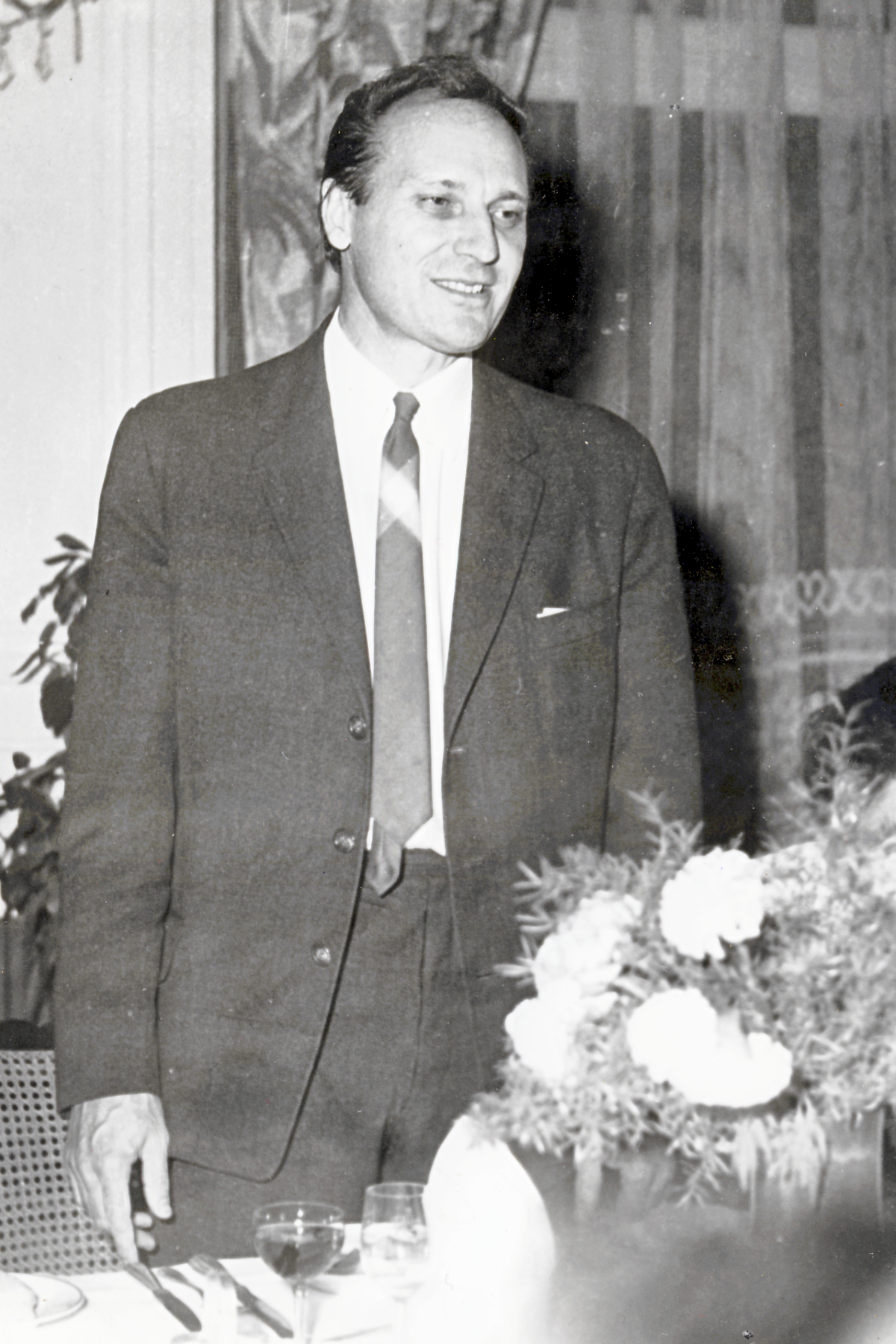
Radovan Richta.

Radovan Richta (6 de junio de 1924-21 de julio de 1983) fue un pensador que jugó un papel crucial en los eventos de la Primavera de Praga en 1968. Escribió El hombre y la tecnología en la revolución de nuestro tiempo y editó La civilización en la encrucijada, una obra colectiva con un total de 60 autores que planteó el advenimiento de una sociedad sin clases como consecuencia de los avances tecnológicos.
Richta acuñó el famoso término socialismo con rostro humano que sirvió como lema del período de la Primavera de Praga. Se convirtió en director del Instituto de Filosofía y Sociología de la Academia de Ciencias de Checoslovaquia (ČSAV - Československá akademie věd) en el período 1969-1982.

## Vida
Durante la Segunda Guerra Mundial, Richta organizó un movimiento de resistencia contra los nazis, y su organización pasó a formar parte de la resistencia comunista en el momento crítico de la peor persecución. Richta fue arrestado y mantenido prisionero durante varios meses. Lo salvó la Cruz Roja Suiza cuando recogieron prisioneros con los peores casos de tuberculosis y lo sacaron a Suiza. Poco después del rescate, los antiguos compañeros de prisión de Richta fueron ejecutados el 2 de mayo de 1945.
Después de la guerra, Richta enfermó gravemente y, a partir de 1958, estuvo periódicamente en sanatorios. Entre episodios de enfermedad y en un compromiso con sus médicos que le recetaron reposo total en cama, Richta estudió y trabajó muy duro.